# Икэда Хосю
Икэда Хосю (яп. 池田 奉秀 いけだ ほうしゅう) (18 марта 1942 — 24 августа 2016) — японский мастер боевых искусств, основатель стиля Дзёсинмон Сёрин-рю карате-до. Родился в 1942 году на территории государства Маньчжоу-Го, где в это время проходил службу его отец. После окончания Второй мировой войны был репатриирован в Японию и вырос в префектуре Кагосима. Во время учебы в Экономическом университете Кагосимы состоял в клубе карате и учился у мастера Тамоцу Исаму (保勇, 1920-2000, стиль Сёриндзи-рю Рэнсинкан). 
В 1962 году Икэда одержал победу на Первом чемпионате префектуры Кагосима по каратэ-до в разделах кумитэ и ката, завоевал серебряную медаль в средней весовой категории на Восьмом чемпионате Японии по каратэ по версии Всеяпонской федерации каратэдо. В 1963 г. он стал победителем Второго чемпионата префектуры Кагосима. В этот же период он сам начал преподавать каратэ.
В 1965 году по приглашению Китайской ассоциации боевых искусств (中国武術協会) сопровождал мастера в его поездке в Китай, где изучал различные боевые искусства. На Окинаве познакомился с истоками стиля Сёрин-рю по линии школы мастера окинавского каратэ Тётоку Кяна.
В 1969 году из сложения двух древних окинавских стилей Сёрин-рю и Сёриндзи-рю основал свой стиль Дзёсинмон Сёрин-рю в городе Токио. В 1975 году была создана школа кобудо Дзёсин-рю, в которой изучаются виды традиционного японского и окинавского оружия. Также Со-Шихан Хосю Икэда является мастером-наставником по системе сэйтай — способу саморегуляции тела. Благодаря Раулю Рисо в 1969 и 1971 гг. сосихан Икэда дважды посетил Кубу, принял экзамены и аттестовал нескольких учеников. Мастер Икэда посещал Россию несколько раз (первый раз - в 1992 году), где проводил семинары для энтузиастов стиля Дзёсинмон.
После смерти мастера школу возглавляет и продолжает традиции школы его дочь - Икеда Аи (яп. 池田亜衣), которая была вторым мастером школы Дзёсинмон еще с 2012 года.